# Bệnh truyền nhiễm
Bệnh truyền nhiễm là loại bệnh nhiễm trùng có khả năng lây lan từ người này sang người khác một cách trực tiếp hoặc gián tiếp qua môi trường trung gian (như thức ăn, đường hô hấp, dùng chung đồ dùng, máu, da, niêm mạc...) và có khả năng phát triển thành bệnh dịch.
Nhiễm khuẩn không nhất thiết là có bệnh, tuy thế những người lành mang mầm bệnh vẫn có nguy cơ lấy truyền cho người khác khi gặp điều kiện thuận lợi.
Cũng là bệnh nhiễm trùng nhưng không có khả năng phát triển thành dịch thì không gọi là bệnh truyền nhiễm. 

## Đặc điểm chung các bệnh truyền nhiễm
Bao giờ cũng do một mầm bệnh gây nên (tính đặc hiệu), có thể lan truyền bệnh thành dịch và tiến triển có chu kỳ.
Chu kỳ đầy đủ của một bệnh truyền nhiễm gồm các thời kỳ sau:
- Nung bệnh (ủ bệnh): là thời gian từ khi vi sinh vật xâm nhập vào cơ thể đến khi xuất hiện những triệu chứng lâm sàng đầu tiên.
- Khởi phát: là thời kỳ bệnh nhân có các triệu chứng lâm sàng của bệnh, đặc biệt là triệu chứng nhiễm trùng nhiễm độc toàn thân.
- Toàn phát: là thời kỳ bệnh nhân biểu hiện đầy đủ các triệu chứng lâm sàng của một bệnh. Thăm khám và xét nghiệm có thể giúp chẩn đoán và tiên lượng. Các biến chứng cũng hay xuất hiện làm cho bệnh nặng thêm và có nguy cơ tử vong.
- Lui bệnh: Là thời kỳ các triệu chứng của bệnh thuyên giảm một cách đột ngột hoặc từ từ. Biến chứng thường thấy trong giai đoạn này là bội nhiễm do quá trình săn sóc điều dưỡng kém hoặc do một bệnh tiềm ẩn bộc phát trên cơ thể người bệnh.
- Hồi phục (lại sức): thời kỳ này thường kéo dài chậm chạp. Những bệnh nhân suy nhược, suy dinh dưỡng rất dễ nhiễm một bệnh nhiễm trùng khác như bệnh lao, viêm phế quản... Trong lâm sàng thăm khám bệnh rất khó để phân biệt rõ được thời kỳ lui bệnh và hồi phục vì không có dấu hiệu rõ ràng.

## Danh sách các bệnh truyền nhiễm
Bệnh cúm, Sốt xuất huyết, Lỵ trực khuẩn, Lỵ amip, Tả, Thương hàn, Viêm gan virus, Viêm màng não mủ, Viêm não Nhật Bản, Sởi, Quai bị, Thủy đậu, Ho gà, Bệnh dại, Sốt rét, Bạch hầu, Lao, HIV/AIDS...